# 건축가 빅토르 오르타의 저택
건축가 빅토르 오르타의 저택(영어: Major Town Houses of the Architect Victor Horta)은 벨기에 브뤼셀에 있는 건축가 빅토르 오르타가 건축한 4개의 저택으로 2000년부터 유네스코 세계문화유산으로 등재되어 있다. 1890년대 중반의 아르누보 양식을 취하고 있다. 타셀 저택, 솔베이 저택, 반 에트벨데 저택, 오르타 박물관으로 이루어져 있다.